# 機械的霊感説
機械的霊感説（きかいてきれいかんせつ、mechanical inspiration）とは、聖書の霊感説の一つ。笛吹き説、琴弾き説、口授説、口述筆記説とも呼ばれる。この説は聖書記者が天理教の「おふでさき」のような自動筆記で聖書を書いたとする。
アテネのアテナゴラスは『キリスト者の弁護』（177年頃）で聖書記者をフルート奏者にたとえ、ヒッポリトス著『アンティ・キリスト』（200年頃）も聖書記者を諸楽器、みことばをバチにたとえており、アレクサンドリアのクレメンスは『ストロマティス』（6:18）で預言者が「神の声の楽器」になったとする。聖書記者を楽器に例えた中で最も有名なものは、250年頃の『ギリシア人への勧告』（無名の著者）である。Walter Richard CasselsのSupernatural Religionはアテナゴラスがはっきりと機械霊感を主張したとしている。 ただしこれらのキリスト教弁証家・教父達の言葉を機械的霊感説と関連付ける説明をする教派ばかりではない。
高倉徳太郎は言語霊感と機械霊感を同一視しているが、厳密には区別があり高倉の混同が指摘されている。聖書信仰の福音派は言語霊感の立場をとるが、機械霊感説を異教的として退けている。聖書記者ルカが資料を調べて書いたと聖書に書かれているのであり、聖書信仰の福音派は聖書の有機的霊感を教えている。